# Teoclimeno (figlio di Polifide)
Teoclimeno (in greco antico: Θεοκλύμενος), figlio di Polifide, è un personaggio dell'Odissea.

## Il mito

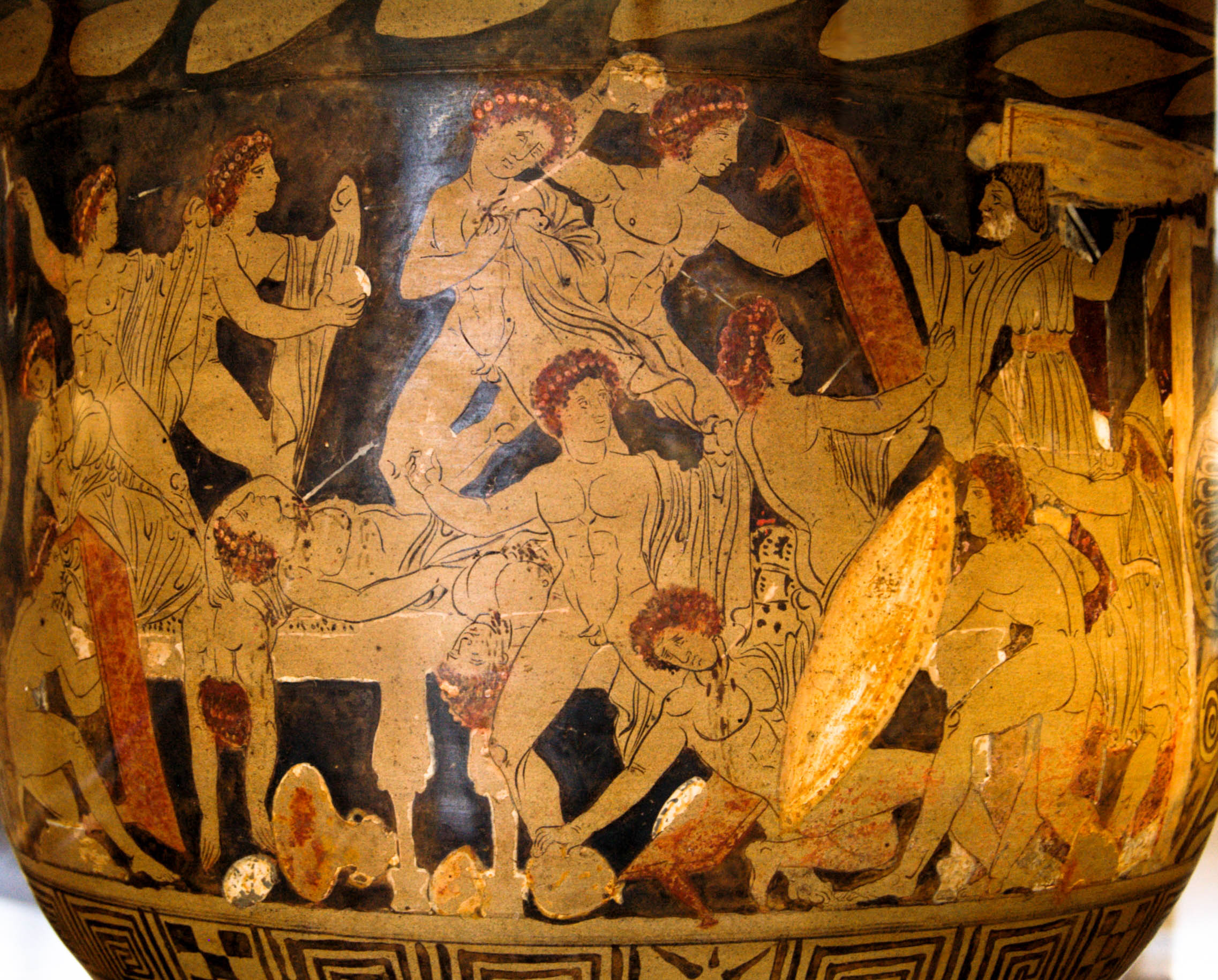
Odisseo e i Proci, a cui Teoclimeno profetizzò, secondo il poema, la morte.

Indovino di Itaca, era ritenuto discendente di Melampo: viene spesso confuso con il più famoso Teoclimeno, figlio di Proteo, protagonista dell'Elena di Euripide. 
Compagno di Telemaco nell'Odissea, si accodò a lui perché inseguito dai parenti di un uomo che egli avrebbe in precedenza ucciso. Nel XX canto dell'Odissea, in seguito al riso inestinguibile dei Proci suscitato da Atena, profetizzò la loro morte all'interno della reggia. Preso in giro e quasi malmenato da uno di essi, Eurimaco, uscì quindi dal palazzo.
Secondo alcuni studi del filone della questione omerica che tenta di restituire luoghi e circostanze reali ai due poemi di Omero, una frase detta in questa circostanza da Teoclimeno (Il Sole è stato tolto dal cielo e un'oscurità sinistra invade la terra) sarebbe la testimonianza di una eclissi di sole, verificatasi nel 1178 a.C.